# Напрстек, Войтех

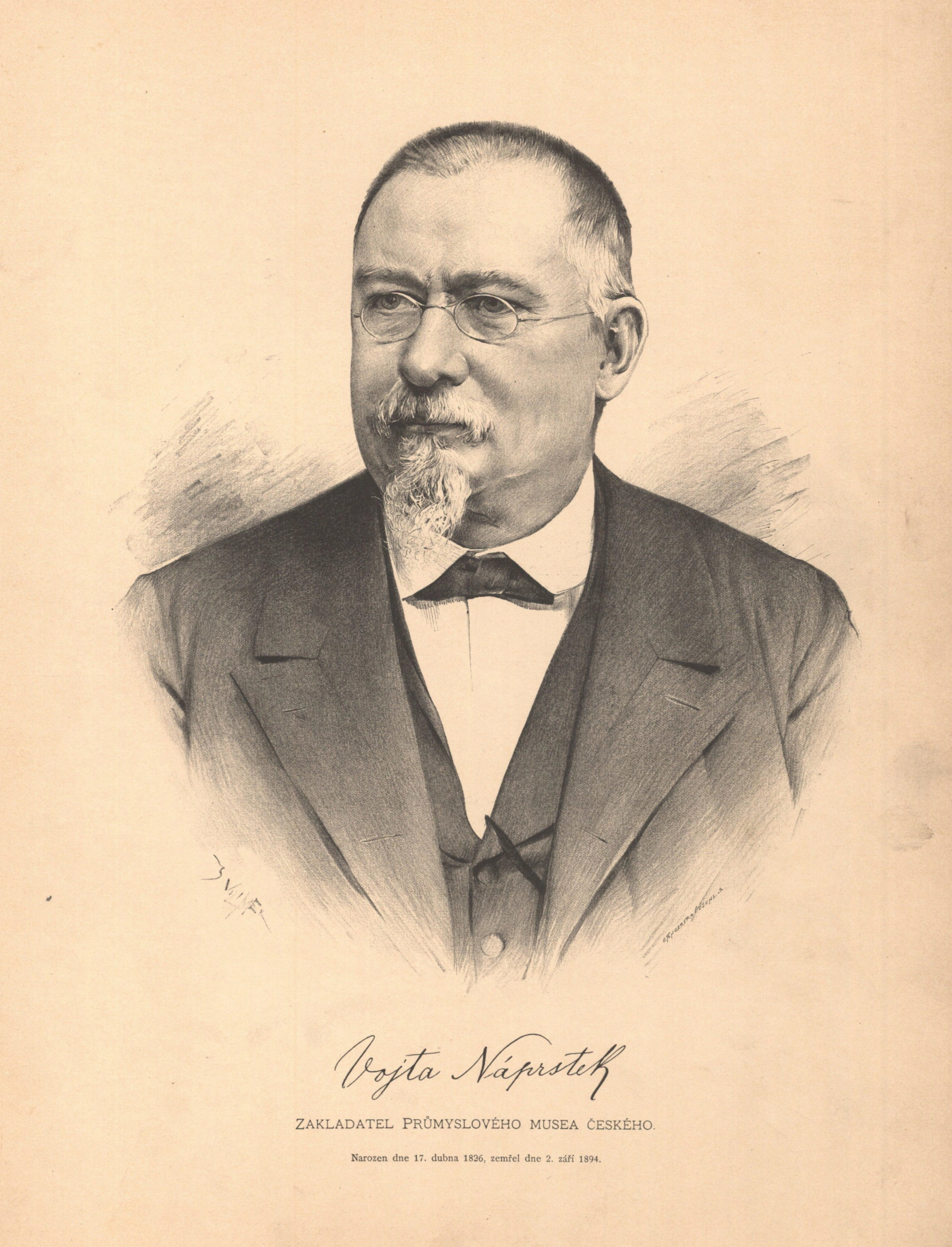
Портрет Войтеха Напрстека работы Яна Вилимека

Войтех (Войта) Напрстек (Vojtěch Náprstek, настоящие имя и фамилия — Адальберт Фингергут) (чеш. Vojtěch Náprstek; 17 апреля 1826, Прага, Австрийская империя — 2 сентября 1894, Прага, Австро-Венгрия) — чешский учёный, этнограф, путешественник, коллекционер, меценат, борец за прогресс, популяризатор науки.

## Биография

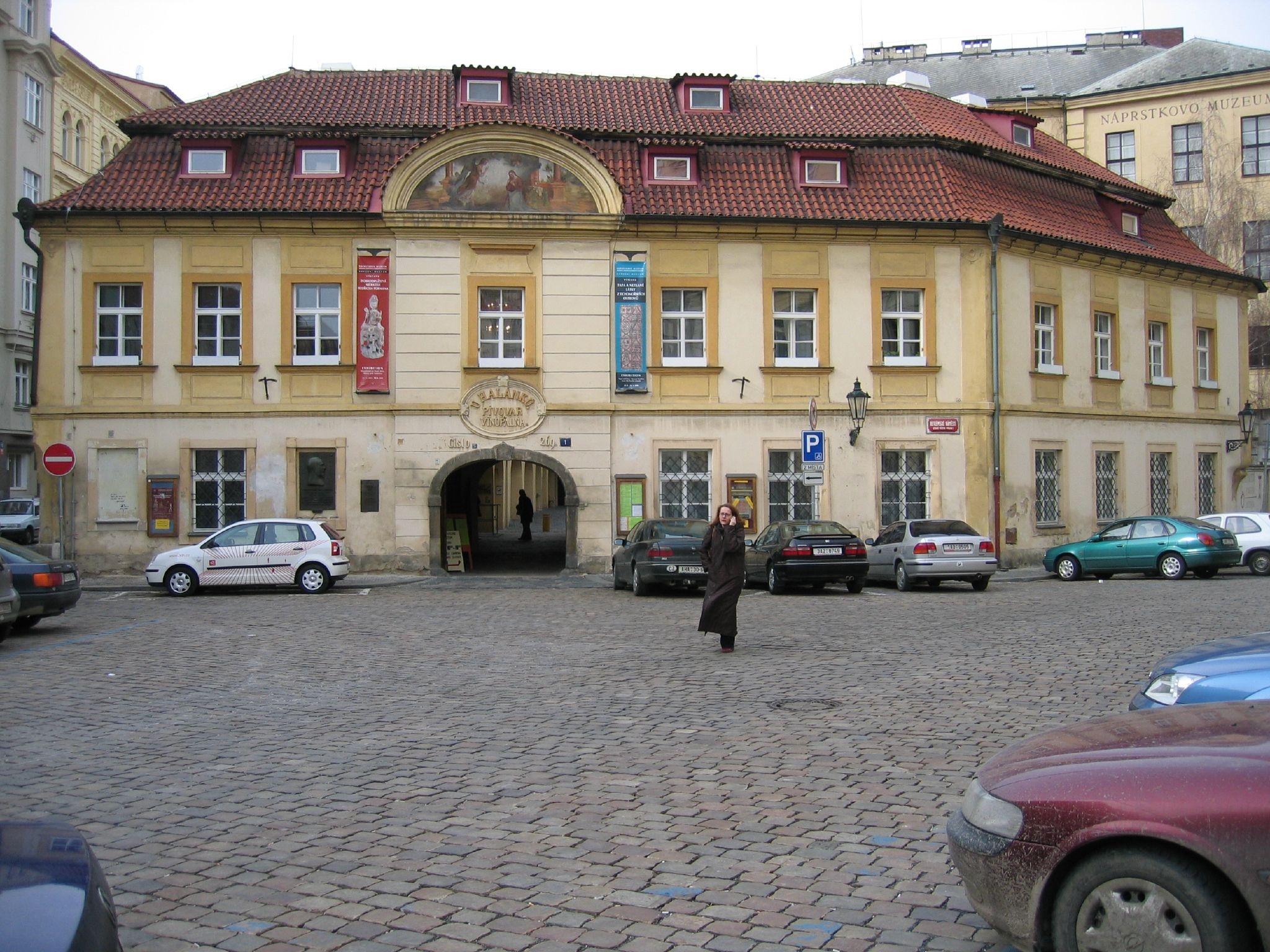
Этнографический музей Войтеха Напрстека. Вифлеемская площадь. Прага.

Родился в семье владельца пивоваренного завода, получил хорошее образование. Учился в пражской академической гимназии, где преподавал известный чешский лингвист Йозеф Юнгман, один из ведущих деятелей Чешского национального возрождения. Позже, изучал право в Венском университете. Во время учёбы увлёкся культурой дальневосточных народов, а также утопическим социализмом и принял участие в развитии движения славянских студенческих объединений.
В 1848 году вовремя революционных событий Войтех Напрстек стал студенческим лидером и участвовал в революции в Австрийской империи, сначала в Вене, позже — в Праге. Сражался на баррикадах, из-за угрозы ареста и смертной казни, В. Напрстек был вынужден эмигрировать в Америку.
В Северо-Американских штатах провёл 10 лет. Работал плотником, разнорабочим, продавцом книг, был политиком. Его книжный магазин стал важным культурным центром для эмигрантов-земляков.
В 1856 принял участие в научно-этнографической экспедицией, финансированной правительством США, задачей которой было изучение жизни индейского племени Дакота.
В 1858 году, после амнистии, объявленной императором Францем Иосифом, вернулся в Прагу. Выступал за распространение просветительских мероприятий, агитировал за эмансипацию женщин и способствовал распространению прогресса в домашних хозяйствах. На родине основал Американский клуб, ставший первым на чешских землях женским обществом, деятельность которого была направлена на подъем уровня образованности женщин.
Коллекции, собранные им в путешествиях, стали основой созданного в 1862 году В. Напрстком этнографического музея, расположенного на пражской Вифлеемской площади. Здание музея было построено на средства организатора.
В 1888 году вместе с Вилемом Курцем и Вратиславом Пасовским организовал Клуб чешских туристов.
В. Напрстек был сторонником и пропагандистом кремации. Однако, несмотря на все старания, ему эту идею в Австро-Венгерской империи продвинуть не удалось. Католическая церковь похороны посредством кремации не признавала. Но В. Напрстек не отступился. Он считал, что во всём должен служить примером. Поэтому, после смерти он стал первым чехом, которого кремировали. Для этого, его останки были перевезены для кремации в соседнюю Саксонию.
В своём завещании всё своё имущество передал в дар музею, носящему ныне его имя. Личная коллекция мецената составляла около 46 000 книг и 18 000 фотографий.